# Ostenfeld (Rendsburg)
Ostenfeld er en kommune og en by i det nordlige Tyskland, beliggende i Amt Eiderkanal i den centrale del af Kreis Rendsborg-Egernførde. Kreis Rendsborg-Egernførde ligger i den centrale del af delstaten Slesvig-Holsten.

## Geografi
Ostenfeld ligger kun få kilometer fra den historiske Oksevej (Hærvejen), den tidligere grænse mellem Holsten og Hertugdømmet Slesvig langs Ejderen, Kielerkanalen og dens forløber, Ejderkanalen, Bundesautobahn 7, motorvejskryds Rendsborg og jernbanen Hamborg-Flensborg-Aarhus. Siden 1905 har jernbanen Husum–Kiel ført gennem kommunen, og har holdeplads der. Også Bundesautobahn 210, mellem Rendsborg og Kiel, fører gennem kommunens område.